# International Socca Federation
Międzynarodowa Federacja Socca (ang. International Socca Federation), oficjalny skrót ISF – międzynarodowa organizacja, która zarządza konkretnie piłką nożną sześcioosobową.

## Historia
ISF została założona pod koniec 2017 roku przez wiodących dostawców piłki nożnej w Europie i na świecie. ISF ma na celu zgromadzenie ekspertów z całego świata. Został oficjalnie uruchomiony podczas ceremonii w Birmingham, z gośćmi honorowymi, w tym sędzią Pucharu Świata i Mistrzostw Europy Mark Clattenburg.
Jako organizacja integracyjna, możliwość zarejestrowania się w ISF jest otwarta dla każdego, kto chce prowadzić narodowy sześcioosobowy zespół w swoim kraju.

## Turnieje
ISF organizuje dla drużyn narodowych mistrzostwa świata znane jako Socca World Cup, mistrzostwa europy znane jako Socca EuroCup oraz Socca Champions League dla klubów.